# Lamballe
Lamballe is een plaats en voormalige gemeente in het Franse departement Côtes-d'Armor in de regio Bretagne. De plaats wordt bediend door het spoorwegstation Lamballe en maakt deel uit van het arrondissement Saint-Brieuc.

## Geschiedenis
In de 11e eeuw werd een feodaal kasteel gebouwd waarrond het dorp Lamballe ontstond met de Saint-Jeankerk. In 1084 schonk Geoffroy Botterel een terrein aan de benedictijner abdij van Marmoutier voor de bouw van een priorij. Hierrond ontstond de wijk Saint-Martin. Lamballe was een ommuurde stad, maar deze muren werden op last van de hertog van Bretagne geslecht in 1420 nadat de heer van Lamballe in opstand was gekomen.
In 1556 liet Jean III de Brosse, gouverneur van Bretagne, het kasteel van Lamballe herbouwen. Hij liet ook twee buitenverblijven buiten de stad bouwen: Lanjouan en Boccage-Vaunoise. Dit leidde een nieuwe bloeitijd in voor de stad. Er kwamen leerlooierijen langs de Gouëssant waar onder andere perkament werd gemaakt. De stad breidde uit met nieuwe wijken: Mouexigné, Saint-Martin en Saint-Lazare. Na de opstand van César de Vendôme, heer van Penthièvre, werd in 1626 op bevel van kardinaal de Richelieu het kasteel van Lamballe afgebroken. Enkel de kapittelkapel Notre-Dame bleef gespaard.
Aan het einde van het ancien régime gebeurden er grote infrastructuurwerken: de Gouëssant werd gekanaliseerd, er kwamen boulevards en promenades en er kwam een weg naar Dahouët. Na de Franse Revolutie werden de stadsmuren geslecht. In 1863 werd het treinstation geopend.
In 1973 fuseerde Lamballe met vier andere gemeenten: Maroué, La Poterie, Saint-Aaron en Trégomar. Op 1 januari 2016 werd de gemeente Meslin toegevoegd aan de gemeente Lamballe. Lamballe is op 1 januari 2019 gefuseerd met de gemeenten Morieux en Planguenoual tot de gemeente Lamballe-Armor.

## Geografie
De oppervlakte van Lamballe bedraagt 76,1 km².
De onderstaande kaart toont de ligging van Lamballe met de belangrijkste infrastructuur en aangrenzende gemeenten.

## Demografie
Onderstaande figuur toont het verloop van het inwonertal.

## Geboren
- Bruno Cornillet (1963), wielrenner

Lamballe · Maroué · Meslin · Morieux · Planguenoual · Trégenestre‎ · Tregomar